# Midoria capitata
Midoria capitata är en insektsart som beskrevs av Kato 1931. Midoria capitata ingår i släktet Midoria och familjen dvärgstritar. Inga underarter finns listade i Catalogue of Life.